# East Foothills
East Foothills è un census-designated place (CDP) degli Stati Uniti d'America situato in California, nella contea di Santa Clara.